# Уральская область (1917—1919)
Уральская область — областное объединение Советов, существовавшее в Российской республике и в Советской России с мая 1917 года по январь 1919 года. В состав Уральской области вошли территории Пермской, Вятской, Уфимской и части Оренбургской губерний. Центр — Екатеринбург.

## История
1-й Съезд Советов Уральской области, проходивший в мае 1917 года в Перми, избрал руководящий орган — областной исполком. На 3-м областном съезде Советов, который прошёл в конце января 1918 года, присутствовало 148 делегатов, из которых 119 было от большевиков, остальные — представители других партий. На этом Съезде был создан областной Совет комиссаров Урала, в который входили от большевиков:
- Председатель — Н. Н. Крестинский (затем А. Г. Белобородов),
- Комиссар управления — И. Я. Тунтул,
- Комиссар финансов — Ф. Ф. Сыромолотов,
- Комиссар труда — И. М. Малышев (затем А. А. Андреев),
- Комиссар производства — В. Н. Андронников,
- Военный комиссар — Ф. И. Голощёкин,
- Комиссар снабжения — П. Л. Войков;

от левых эсеров:
- Комиссар земледелия — В. И. Хотимский,
- Комиссар народного хозяйства — Сахнович,
- Комиссар просвещения — И. Х. Поляков.

Деятельность представителей большевиков в советских органах Уральской области проходила под руководством Уральского областного комитета РСДРП(б) — РКП(б). Совет комиссаров занимался созданием советских органов власти вместо ликвидированного городского и земского самоуправления, организацией управления горной промышленностью Урала, работы железнодорожного транспорта, функционирования промышленных предприятий, в первую очередь связанных с военным производством. Областной военный комиссариат объединял работу в Уральской области по формированию частей Красной армии. Печатным органом были «Известия Уральского областного совета».
В середине июля 1918 года в связи с наступлением Чехословацкого корпуса и белой Сибирской армии создалась угроза падения Екатеринбурга. В ночь с 16 на 17 июля 1918 года бывший российский император Николай II был расстрелян вместе с семьей и прислугой по постановлению Уральского областного совета. Согласно официальной советской версии, это решение было принято Президиумом областного Совета самостоятельно, по мнению некоторых историков, на расстрел Николая II была получена санкция большевистского руководства, однако никаких документальных свидетельств либо воспоминаний о такой санкции не известно.
Летом 1918 года Уральский областной совет переехал в Пермь. 29 августа была создана коллегия из пяти членов, которую возглавил Голощёкин, для организации военно-политической работы на территории Урала. В конце декабря 1918 белая армия заняла Пермь. Областные органы Советов эвакуировались в Вятку. После того, как войска Колчака заняли почти весь Урал, деятельность областного совета фактически прекратилась. В январе 1919 г. ЦК РКП(б) и ВЦИК приняли решение о роспуске областных структур и ликвидации Уральской области.